# モニカ・マクドナルド
モニカ・マクドナルド（英語: Monica MacDonald、1967年5月5日 - ）は、オーストラリア出身の女性フィギュアスケート選手（アイスダンス）。現在はコーチ。パートナーはロドニー・クラーク、ダンカン・スマート。1988年カルガリーオリンピックオーストラリア代表。
息子は2014年ソチオリンピック代表のブレンダン・ケリー、娘は2012年世界選手権代表のシャンテル・ケリー。

## 主な戦績
- 1985-89シーズンはロドニー・クラーク。
- 1989-92シーズンはダンカン・スマート。

| 大会/年              | 85-86 | 86-87 | 87-88 | 88-89 | 89-90 | 90-91 | 91-92 |
| -------------------- | ----- | ----- | ----- | ----- | ----- | ----- | ----- |
| オリンピック         |       |       | 20    |       |       |       |       |
| 世界選手権           | 19    | 19    | 22    | 20    | 25    | 23    | 24    |
| オーストラリア選手権 | 1     | 1     | 1     | 1     | 1     | 1     | 1     |